# 畝本直美
畝本 直美（うねもと なおみ、1962年7月9日 - ）は、日本の検察官、法務官僚。女性初の検事長として広島高等検察庁検事長に就任したのち、女性初の東京高等検察庁検事長、女性初の検事総長に就任した。

## プロフィール
千葉県千葉市出身。1981年千葉県立千葉高等学校卒業、1985年中央大学法学部卒業、1988年東京地方検察庁検事任官。1989年名古屋地方検察庁豊橋支部検事。1991年名古屋地方検察庁検事。1993年浦和地方検察庁検事。1995年東京地方検察庁検事。1996年東京地方検察庁検事兼法務省民事局付兼法務省人権擁護局付。1999年東京地方検察庁検事兼法務省刑事局付兼法務省人権擁護局付。2000年横浜地方検察庁検事。2001年最高裁判所司法研修所教官、東京地方検察庁検事。2004年東京地方検察庁検事兼法務省大臣官房秘書課付、法務大臣秘書官事務取扱。2005年東京地方検察庁検事。2006年東京地方検察庁検事兼法務省大臣官房司法法制部参事官兼法務省大臣官房付。2007年辞職、日本司法支援センター本部事務局次長兼法務省法教育推進協議会委員。2009年東京高等検察庁検事兼法務省人権擁護局総務課長兼法務総合研究所教官。2012年法務省刑事局公安課長。同年東京地方検察庁総務部長。2014年東京地方検察庁立川支部長。
2015年には高知地方検察庁トップの検事正に女性として初めて就任。全国の検事正としても史上10人目の女性検事正となった。2016年から最高検察庁検事、法務省保護局長を務め、2018年には東宮御所で皇太子徳仁親王及び皇太子徳仁親王妃雅子に、更生保護の進講を行った。
2019年最高検察庁監察指導部長。同年最高検察庁総務部長、下級裁判所裁判官指名諮問委員会委員。2020年1月司法試験委員会委員。5月最高検察庁総務部長兼公判部長。7月最高検察庁公判部長。
2021年6月、広島高等検察庁検事長就任。女性初の検事長となった。
2023年1月10日付で女性初となる東京高等検察庁検事長に就任。高検検事長として、自民党派閥の裏金事件や洋上風力発電事業をめぐる汚職事件の捜査を指揮した。
2024年7月9日、就任から2年が経過したため、慣例により、退任した検事総長・甲斐行夫の後任として、戦後33代目にして女性初となる検事総長に就任した。
同年9月26日、静岡地方裁判所は、袴田事件のやり直し裁判で、袴田巌に無罪判決を言い渡した。同年10月8日、畝本は「控訴しない」とする談話を発表したが、それと同時に談話の中で次のように述べた。
同年10月11日、袴田巌の弁護団の小川秀世事務局長は日本弁護士連合会が開いた臨時記者会見に参加し、畝本の発言について「袴田さんが犯人だと言っているに等しい表現が多々ある。名誉毀損に該当する恐れもある」と指摘した。また同日、最高検察庁を訪れ、畝本の談話の撤回を求めた。撤回とともに謝罪も求めたが、畝本はどちらも応じなかった。
2025年2月12日、袴田の弁護団は東京都内で会議を開き、畝本の談話について「袴田さんを犯人視し、名誉毀損にあたる」として国に損害賠償を求める訴訟を起こす方針を確認した。検討していた違法捜査に関する国家賠償請求訴訟を起こすことでも一致した。

## 人物
- 2016年11月16日、衆議院法務委員会に法務省政府参考人として出席した際、地域生活定着支援センターについて「平成21年度（2009年度）から、特別調整という枠組みで、高齢者、障害者のうち、特に適当な住居がない方々につきまして、センターの方が障害者入所施設あるいは介護保険施設等の受け入れ先の確保等を行って」いると答弁した[35]。

- 2018年4月13日、衆議院法務委員会に出席した際、「平成27年度（2015年度）から、刑務所出所者等を雇用して指導に当たる雇用主に対して年間最大72万円を支給する刑務所出所者等就労支援金支給制度を導入して、これを効果的に活用しながら、出所者等の雇用の拡大あるいは職場定着を図っている」と答弁した[36]

## 家族
- 夫・畝本毅（高松高等検察庁検事長）[37][1]